# Оськино (Воронежская область)
Оськино — село в Хохольском районе Воронежской области России. Административный центр и единственный населённый пункт Оськинского сельского поселения.

## География
Село находится в северо-западной части Воронежской области, в лесостепной зоне, в пределах Среднерусской возвышенности, к западу от реки Дон, на расстоянии примерно 37 километров (по прямой) к юго-юго-востоку (SSE) от посёлка городского типа Хохольский, административного центра района. Абсолютная высота — 167 метров над уровнем моря.
Часовой пояс
Село Оськино, как и вся Воронежская область, находится в часовой зоне МСК (московское время). Смещение применяемого времени относительно UTC составляет +3:00.

## Население
| 1859 | 1897  | 2010 | 2012 | 2013 | 2014 | 2015 |
| ---- | ----- | ---- | ---- | ---- | ---- | ---- |
| 2298 | ↗2761 | ↘709 | ↗711 | ↗717 | ↘689 | ↘688 |
| 2016 | 2017  | 2018 |      |      |      |      |
| ↘669 | ↗682  | ↗684 |      |      |      |      |

Гендерный состав
По данным Всероссийской переписи населения 2010 года в гендерной структуре населения мужчины составляли 42,9 %, женщины — соответственно 57,1 %.
Национальный состав
Согласно результатам переписи 2002 года, в национальной структуре населения русские составляли 100 %.

## Инфраструктура
В селе функционируют средняя общеобразовательная школа, фельдшерско-акушерский пункт, дом культуры и отделение Почты России.

## Улицы
Уличная сеть села состоит из 18 улиц и 1 переулка.